# Drosophila yunnanensis
Drosophila yunnanensis är en tvåvingeart som beskrevs av Hide-aki Watabe och Liang 1990. Drosophila yunnanensis ingår i släktet Drosophila och familjen daggflugor.
Artens utbredningsområde är provinsen Yunnan i Kina.